# Zimiromus circulus
Zimiromus circulus Platnick & Shadab, 1976 è un ragno appartenente alla famiglia Gnaphosidae.

## Etimologia
Il nome della specie deriva dal latino circulus, cioè cerchio, in riferimento al pattern oculare di questa specie: i sei occhi sono disposti pressoché a cerchio.

## Caratteristiche
L'olotipo femminile rinvenuto ha lunghezza totale è di 5,33mm; la lunghezza del cefalotorace è di 2,21mm; e la larghezza è di 1,71mm.

## Distribuzione
La specie è stata reperita nel Perù centrale: l'olotipo femminile è stato rinvenuto in una località incerta; sugli esemplari è segnato Mirialirani, Cam del Pechis e dovrebbe corrispondere ad un sentiero o ad una pista (Cam in peruviano) nei pressi del Rio Pichis, nella provincia di Oxapampa.

## Tassonomia
Al 2016 non sono note sottospecie e dal 1976 non sono stati esaminati nuovi esemplari.